# 久保智史
久保 智史（くぼ さとし、1979年8月17日 - 2014年2月9日）は、日本の俳優・声優。大阪府富田林市出身。血液型B型。

## 経歴
映像テクノアカデミア声優科、同人舎プロダクションを経て、ベルプロダクション所属。
2014年2月9日、クモ膜下出血のため急死した。34歳没。

## 後任
久保の死後、持ち役を引き継いだ人物は以下の通り。
| 後任     | キャラクター名                       | 概要作品           | 後任の初担当 |
| -------- | ------------------------------------ | ------------------ | ------------ |
| 宮本崇弘 | 『アメリカお宝鑑定団ポーンスターズ』 | コーリー・ハリソン | TBA          |

## 出演作品

### テレビアニメ
2008年
- 隠の王 （風魔忍）
- はっけん たいけん だいすき!しまじろう（カバおじさん[1]）

2009年
- スティッチ! 〜いたずらエイリアンの大冒険〜 （カーンの手下）

2013年
- 這いよれ! ニャル子さん （アラオ猿）
- 八犬伝―東方八犬異聞― （街の人、僧、村人）
- 八犬伝―東方八犬異聞― 第二期 （現八の部下）

2014年
- シドニアの騎士 （中園）

### OVA
- うる星やつら ザ・障害物水泳大会 （2010年、ピューマ）
- タイトロープ （2012年）

### ゲーム
2008年
- イナズマイレブン（武方勝）※ニンテンドーDS、レベルファイブ

2013年
- 這いよれ!ニャル子さん 名状しがたいゲームのようなもの

2014年
- 第3次スーパーロボット大戦Z 時獄篇

### ドラマCD
- テイルズ オブ ジ アビス（信者）

### 吹き替え
- アントラージュ オレたちのハリウッド
- ある日モテ期がやってきた
- WITHOUT A TRACE/FBI 失踪者を追え! #120
- ウェイバリー通りのウィザードたち（ライリー）
- 気分はぐるぐる
- 君に捧げる初恋
- ギャング・オブ・ローズ（ジョニー）
- 救命医ハンク セレブ診療ファイル
- 気分はぐるぐる （カモメ）
- ギルモア・ガールズ （ニセのメエ）
- くもりときどきミートボール
- クリミナル・マインド FBI行動分析課 （ウェス、ギャノン）
- ゴシップガール（FBI捜査官）
- コレヒドール戦記（スナフィ）
- サーフィン ドッグ
- ザ・ホワイトハウス （エリック）
- ジーク アンド ルーサー（グース）
- シークレット・アイドル ハンナ・モンタナ
- ジェリコ 閉ざされた街
- スーパーヒーロー ムービー!!　-最'笑'超人列伝- （ブレイン）
- スターターワイフ （ダン）
- ゼブラ軍団
- 奪還2.0
- 天軍 （サンクゥ伍長）
- ナース・ジャッキー
- バビロンZ
- パリス・ヒルトン in ビバリーヒルズの誘惑 （スパングラー）
- 氷雨
- フラッシュフォワード （オブレゴン）
- フルスピード 悪魔のフル・チューン （ベルリンク）
- プロジェクト・ランウェイ シーズン4 （クリス・マーチ）
- ブロンクス・バーニング（クロウ）
- BONES （トレバー）
- マスター・オブ・ザ・ドラゴン （ボー）
- メントーズ 世界の偉人たちからのメッセージ
- ヤング・スーパーマン （保安官）
- ラプターアイランド （カリフ）
- ロスト・ストーリー
- ワイルド・バレット （サル）
- One Tree Hill
- アメリカお宝鑑定団ポーンスターズ （コーリー・ハリソン〈初代〉）

### ボイスオーバー
- 現代の驚異
- ザ・ネクスト・ビッグバン
- ボーンヤード・素晴らしきスクラップ場（ザッカリー、フランク）
- 未確認モンスターを追え（マイヤーズ）
- 突撃!大人の職業体験（ブルース）